# الکساندره ویلاپلانه
الکساندره ویلاپلانه (به فرانسوی: Alexandre Villaplane) بازیکن فوتبال و هافبک اهل فرانسه است که از سال ۱۹۲۶ تا ۱۹۳۰ میلادی عضو تیم ملی فوتبال فرانسه بوده‌است. وی در ۲۵ بازی ملی حضور داشته است و در بازی‌های ملی‌اش گلی به ثمر نرساند.